# Daniel Tammet
Daniel Tammet FRSA (født 31. januar 1979) er en engelsk forfatter, digter, oversætter og savant. I hans biografi, Born on a Blue Day (2006), omhandler hans tidlige liv med aspergers syndrom og savant-syndrom, og den blev udnævnt som "Best Book for Young Adults" i 2008 af American Library Associations Young Adult Library Services-magasin. Hans anden bog, Embracing the Wide Sky, var en af de bedstsælgende bøger i Frankrig i 2009. Hans tredje bog, Thinking in Numbers, blev udgivet i 2012 Hodder & Stoughton i Storbritannien og i 2013 af Little, Brown and Company i USA og Canada.
I 2016 udgav han sin debutroman, Mishenka, i Frankrig og Canada. Hans bøger er blevet udgivet på over 20 sprog. I 2012 blev han valgt som fellow of the Royal Society of Arts.
Tammet satte europarekorden for at huske fleste decimaler af pi d. 1. marts 2004, ved at ercitere 22.514 decimaler i løbet af 5 timer go 9 minutter. I et fransk talkshow på Radio Classique den 29. april 2016 afslørede han, at han blev inspireret til at gøre det af Kate Bushs sang "Pi" fra hendes album Aerial (2005)
Tammet er en polyglot. I Born on a Blue Day, skriver han at han taler 11 forskellige sprog; engelsk, estisk, finsk, fransk, tysk, lithaunsk, esperanto, spansk, romænsk, islandsk og walisisk. I Embracing the Wide Sky, skriver han, at han lærte at tale islandsk i løbet af en uge, så han kunne gennemføre et interview på sproget i programmet Kastljós på RÚV. 

## Værker

### Fagbøger
- Born on a Blue Day (2006)
- Embracing the Wide Sky (2009)
- Thinking in Numbers (2012)
- Every Word Is a Bird We Teach to Sing (2017)
- Fragments de paradis (2020), på fransk

### Romaner
- Mishenka (2016), på fransk

### Digte
- Portraits (2018), udgave på engelsk og fransk

### Essays
- "What It Feels Like to Be a Savant" i Esquire (August 2005)
- "Open Letter to Barack Obama" i The Advocate (December 2008)
- "Olympics: Are the Fastest and Strongest Reaching Their Mathematical Limits?" in The Guardian (August 2012)[16]
- "What I'm Thinking About ... Tolstoy and Maths" i The Guardian (August 2012)[17]
- "The Sultan's Sudoku" i Aeon digital magazine (December 2012)[18]
- "Languages Revealing Worlds and Selves" i The Times Literary Supplement (September 2017)[19]

### Oversættelser
- C'est une chose sérieuse que d'être parmi les hommes (2014), en ditsamling af Les Murray oversat af Tammet til fransk

### Forord
- Islands of Genius (2010), af Darold A. Treffert

### Sangs
- 647: skrevet sammen med musikeren Florent Marchet til hans album Bamby Galaxy (2014)[20]

### Short films
- The Universe and Me (2017) Collaboration with French film maker Thibaut Buccellato.[21]